# Alsopsyche nemoralis
Alsopsyche nemoralis är en tvåvingeart som beskrevs av Brauer och Julius Edler von Bergenstamm 1891. Alsopsyche nemoralis ingår i släktet Alsopsyche och familjen parasitflugor.
Artens utbredningsområde är Venezuela. Inga underarter finns listade i Catalogue of Life.